# Lunsar
Lunsar est une ville située dans la province du Nord, en Sierra Leone.
A proximité se trouve la mine de Marampa, une mine de fer à ciel ouvert.

## Source
- (en) Cet article est partiellement ou en totalité issu de l’article de Wikipédia en anglais intitulé « Lunsar » (voir la liste des auteurs).